# Artère intercostale postérieure
Pour les articles homonymes, voir Artère intercostale.
Les artères intercostales postérieures (ou artères intercostales dorsales) sont les onze artères paires qui vascularisent les espaces intercostaux. 

## Description

### Origine
Les deux premières artères intercostales postérieures sont des branches de l'artère intercostale suprême. 
Les neuf ou huit artères inférieures (artères intercostales aortiques) proviennent de l'arrière de l' aorte. 

### Trajet
Les artères intercostales aortiques droites sont plus longues que les gauches en raison de la position de l'aorte sur le côté gauche de la colonne vertébrale. Elles passent devant les corps vertébraux, derrière l'œsophage, le canal thoracique et la veine azygos, et sont recouvertes par le poumon droit et la plèvre . 
Les artères intercostales aortiques gauches se dirigent vers l'arrière sur les côtés des vertèbres et sont recouverts par le poumon et la plèvre gauches. 
Chaque artère intercostale postérieure accompagne le nerf intercostal correspondant tout au long de l'espace intercostal. Près de l'angle costal, elle pénètre dans le sillon costal et se trouve à cet endroit entre la veine intercostale au-dessus d'elle et le nerf intercostal en dessous. Dans son trajet initial, l'artère chemine entre la plèvre pariétale et la membrane intercostale interne puis elle poursuit son trajet entre les muscles intercostaux intime et interne. 

### Branches
Chaque artère intercostale postérieure donne une branche dorsale qui suit le parcours du rameau dorsal du nerf spinal et irrigue la moelle épinière, la colonne vertébrale  les muscles dorsaux par son rameau spinal,et la zone cutanée dorsale par ses rameaux médial et latéral cutanés. Elle donne également une petite branche collatérale qui descend dans l'espace intercostal pour longer le bord supérieur de la côte sous-jacente. Un rameau cutané latéral irrigue la peau thoracique latérale et ce dernier donne dans les troisième à sixième espaces intercostaux un rameau mammaire latéral. 
Les branches terminale et collatérale de chaque artère intercostale postérieure s'anastomosent antérieurement avec les rameaux artériels intercostaux antérieurs.

## Zone de vascularisation
Les artères intercostales postérieures et ses branches vascularisent : 
- la moelle épinière,
- les muscles dorsaux,
- les muscles intercostaux,
- la plèvre,
- la peau thoracique latérale,
- la glande mammaire,
- la peau péri-aréolaire.